# Phrixosceles
Phrixosceles là một chi bướm đêm thuộc họ Gracillariidae.

## Các loài
- Phrixosceles campsigrapha Meyrick, 1908
- Phrixosceles fibulatrix Meyrick, 1922
- Phrixosceles hydrocosma Meyrick, 1908
- Phrixosceles literaria Meyrick, 1908
- Phrixosceles phricotarsa Meyrick, 1916
- Phrixosceles pteridograpta Meyrick, 1935
- Phrixosceles scioplintha Meyrick, 1934
- Phrixosceles trochosticha Meyrick, 1908